# Kaspars Melnis

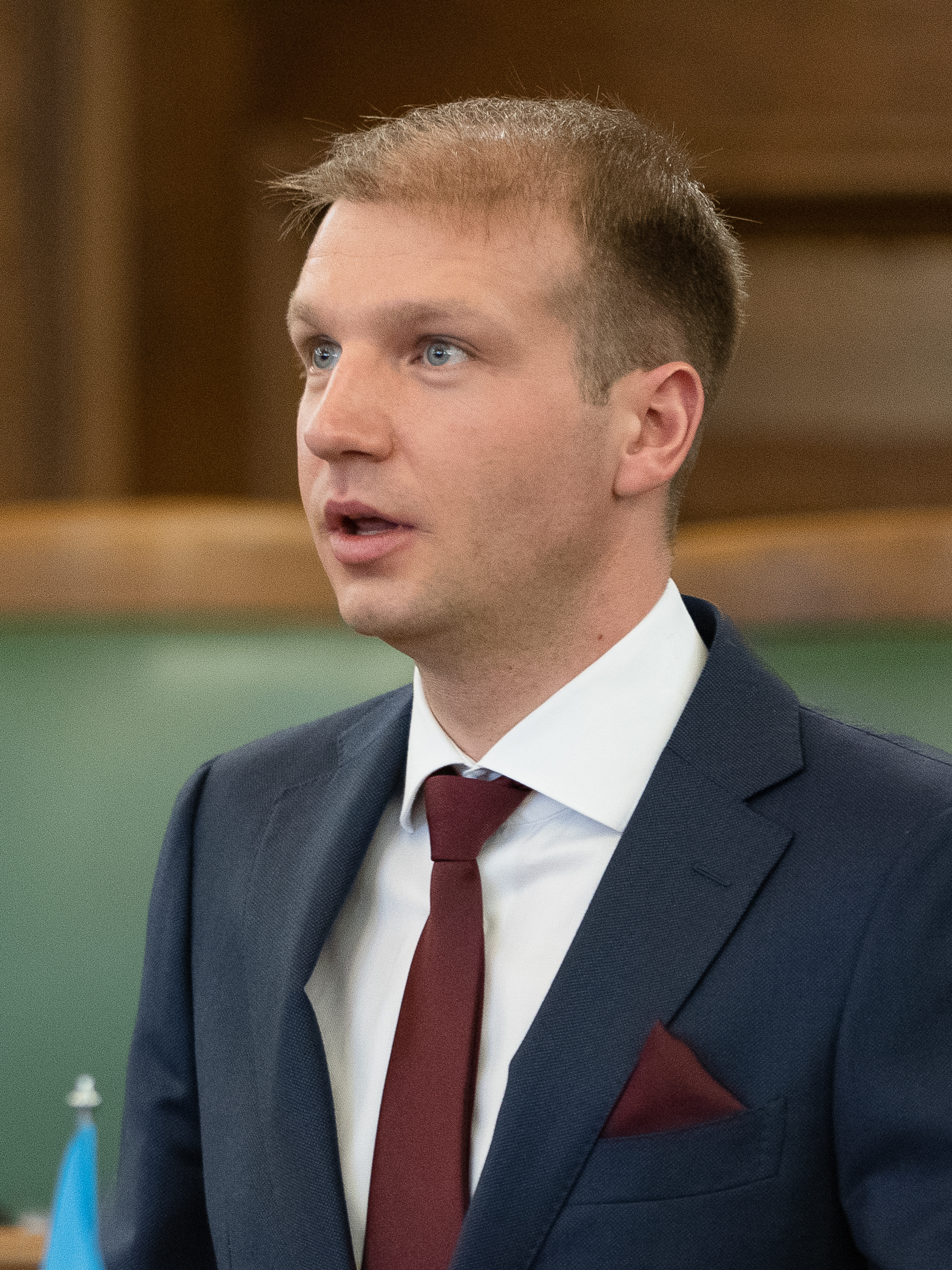
Kaspars Melnis (2022)

Kaspars Melnis (* 28. März 1989 in der Bezirksgemeinde Rēzekne) ist ein lettischer Wirtschaftsmanager und Politiker der Latvijas Zemnieku savienība (LZS) innerhalb des Zaļo un Zemnieku savienība (ZZS), der unter anderem seit 2023 Minister für Klima und Energie im Kabinett Siliņa ist.

## Leben
Kaspars Melnis, Sohn des Unternehmers Pāvels Melnis, besuchte er das Staatliche Gymnasium in Rēzekne und schloss 2013 ein Studium an der Fakultät für Bauingenieurwesen der Technischen Universität Riga (RTU) als Fachkraft für Verkehrsbauwesen ab. Einen darauf folgenden Studiengang an der Fachschule Malnava (Malnavas koledža) beendete er 2014 als Betriebswirt für Landwirtschaft und erwarb zudem 2017 an der Fachschule für Recht (Juridiskā koledža) den Abschluss als Rechtsanwaltsfachangestellter. Einen Studiengang im Fach Managementwissenschaften an der Technischen Akademie Rēzekne (Rēzeknes Tehnoloģiju akadēmija) schloss er 2019 mit einem Master ab. Neben seinen Studien war er bereits von 2012 bis 2022 – Vorstandsvorsitzender der Unternehmen SIA „GAS“ sowie zwischen 2013 und 2021 stellvertretender Vorstandsvorsitzender der SIA „Sprūževa M“, die seinem Vater gehörten. Des Weiteren war er von 2019 bis 2021 Geschäftsführer des Verbands der landwirtschaftlichen Statutsverbände (Lauksaimniecības statūtsabiedrību asociācija) und Vorstandsmitglied des Biogasverbands (Latvijas Biogāzes asociācija).
Melnis ist Mitglied des Bauernverbands Lettlands LZS(Latvijas Zemnieku savienība) und war zwischen 2013 und 2017 sowie erneut  von 2021 bis 2022 Mitglied des Rates von Rēzekne. Als Kandidat des LZS wurde er bei der Parlamentswahl am 1. Oktober 2022 innerhalb des Bündnisses der Grünen und Bauern ZZS (Zaļo un Zemnieku savienība) zum Mitglied des Saeima, des lettischen Parlaments, gewählt. Während seiner Parlamentszugehörigkeit war er vom 23. November 2022 bis zum 20. September 2023 Mitglied des Ausschusses für Volkswirtschaft, Agrar-, Umwelt- und Regionalpolitik sowie zugleich Mitglied des Ausschusses für europäische Angelegenheiten. Des Weiteren war er zwischen dem 11. Januar und dem 20. September 2023 Mitglied der Unterausschüsse für Wirtschaftsentwicklung und für Umwelt, Klima und Energie sowie des Unterausschusses für Lettgallen, eine der vier historischen Landschaften Lettlands und eine Region mit ausgeprägt multikulturellem Charakter. 
Am 15. September 2023 übernahm Kaspars Melnis im Kabinett von Ministerpräsidentin Evika Siliņa den Posten des Ministers für Klima und Energie (Klimata un enerģētikas ministrs). Aufgrund der Ministertätigkeit ruht derzeit seine Mitgliedschaft in der Saeima.